# Єврейська консервативна партія
Єврейська консервативна партія — єврейська політична партія на території Першої Чехословацької республіки, точніше, в Підкарпатській Русі. Ідеологічно вона наслідувала ультраортодоксальний рух Аґудат Ісраель, який виступав проти сіонізму та секуляризму.

## Історія
Партія була заснована у 1921 році, в той час, коли на Підкарпатській Русі почав формуватися політичний спектр. Через відчуття зовнішньої загрози з боку антисемітизму та через спільні інтереси у захисті економічних інтересів євреїв, тенденція до співпраці все ще переважала в єврейській громаді цієї країни в цей час. Тому Єврейсько-консервативна партія утворила альянс із сіоністською Єврейською громадянською партією Підкарпатської Русі, а також із Спілкою єврейських хліборобів Підкарпатської Русі, яка представляла інтереси єврейських землевласників і співпрацювала з чехословацькими аграріями. Таким чином, створена спільна політична платформа. Єврейська партія Підкарпатської Русі, містила як сіоністські, так і аграрні та ортодоксальні елементи. Ортодоксів представляв Коломан Вайс, аграріїв — Емануїл Гуттман, а сіоністів — Олександр Шпігель. На муніципальних виборах 1923 року ця спільна платформа мала успіх у багатьох муніципалітетах.
До додаткових парламентських виборів на Підкарпатській Русі 1924 р. ця єдиність не повторилася. Аграрно-ортодоксальне крило не погодилося з сіоністами та пішло на вибори як Єврейська демократична партія, сіоністи балотувалися як Єврейська народна партія. Єврейська демократична партія набрала 9900 голосів і таким чином не отримала депутатського мандата. Однак на наступних парламентських виборах 1925 року єврейські консерватори створили список кандидатів під назвою Єврейська економічна партія. Хоча вона знову отримала представництво в парламенті, вона надовго стала сильною єврейською політичною формацією на сході Чехословаччини з представництвом на місцевому рівні. Пізніше вона була відома як Єврейська республіканська партія. Вона була головним суперником сіоністської Єврейської партії.